# Calvaire de Bonigeard
Le calvaire de Bonigeard est une sculpture située dans la commune de Meslan, dans le département français du Morbihan en région Bretagne.

## Localisation
Le calvaire de Bonigeard est situé dans le village du même nom, à un carrefour routier. La chapelle Saint-Catherine, datée du XVIIe siècle, est située dans son voisinage immédiat. 

## Historique
Ce calvaire date du XVIe siècle. Mais il a été victime des troubles de la révolution française mais hélas aussi des mauvaises manœuvres des poids lourds. Il a été restauré en 1971. 
Le calvaire fait l’objet d’une inscription au titre des monuments historiques depuis le 6 juin 1933.

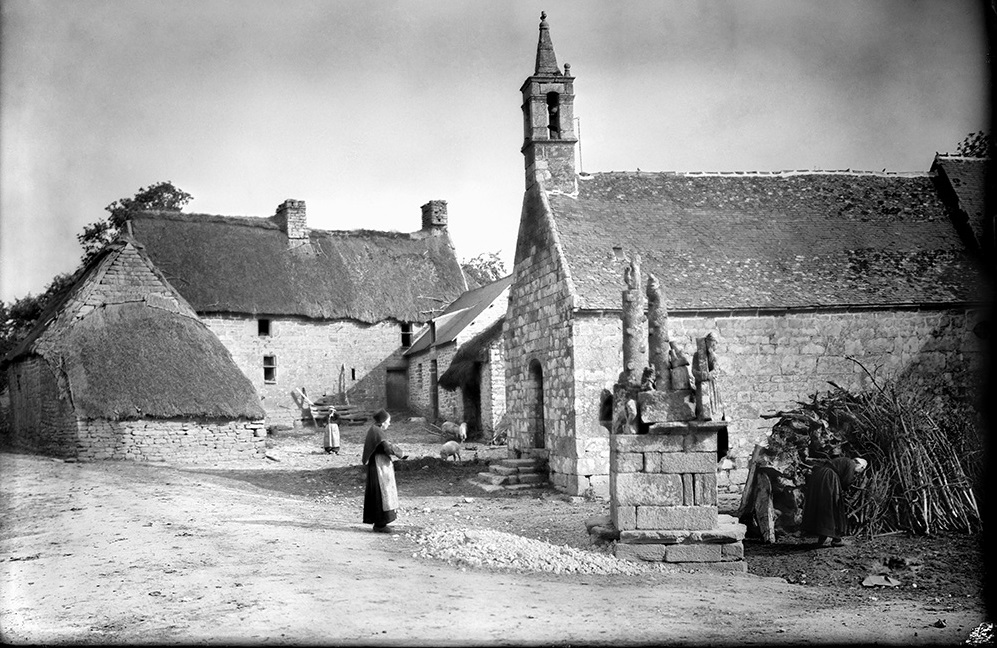
Le village de Bonigeard avec son calvaire vers 1911.
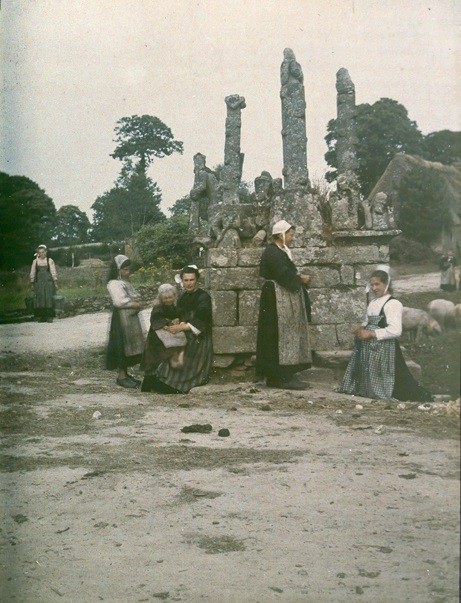
Autochrome du calvaire de Bonigeard.

## Description
À sa construction le calvaire se composait de treize ou quatorze personnages. Les scènes représentées étaient : le Portement de la croix, la Mise au tombeau et la Résurrection du Christ. Actuellement ne subsistent plus que des fragments mutilés. Seule la remarquable statue du Christ, représenté les mains liés à un poteau de torture, est intact. Dans l'église paroissiale de Meslan, cinq bustes et deux têtes provenant de ce calvaire sont remployés comme éléments de décor architectural. Ces fragments ne complètent pas les statues mutilées.

## Structure
La superstructure se compose de trois fûts en granite. Les proéminences figurant sur les trois fûts rappellent les bubons de la peste. Les fûts latéraux portent les croix en tau des larrons. Le fût central est pourvu de culots portés par des anges issants. Sur la plate-forme sont scellés plusieurs personnages très mutilés, le plus souvent décapités (Il manque six têtes).

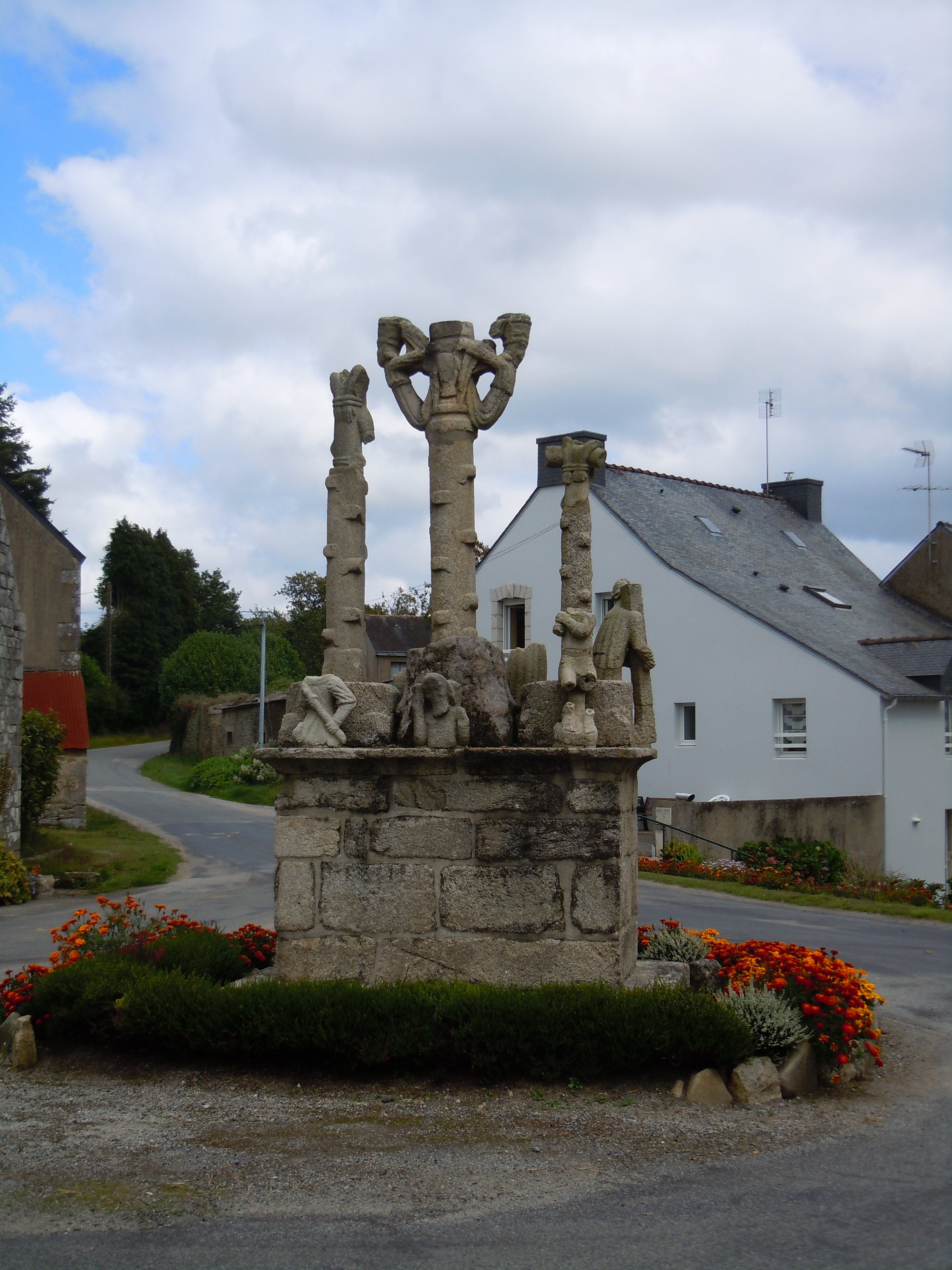
Le calvaire de Bonigeard vu du côté opposé.